# Épée (1900)
Epée – francuski niszczyciel z początku XX wieku, typu Framée. Nazwa oznacza miecz.
Okręt wziął udział w I wojnie światowej, służąc na Morzu Śródziemnym. Został skreślony z listy floty 1 października 1920 roku, a 8 stycznia 1921 roku sprzedany na złom.